# Elena de Laudo
Elena de Laudo var en venetiansk glasmålare.
Hon tillhörde en familj med många medlemmar verksamma som glasmålare, bland dem hennes två bröder. Hon utförde målningar på blankt glas som levererades till henne från Salvatore Baroviers verkstad mellan 1443 och 1445. Av fjorton glasmålare som finns dokumenterade bland det berömda glasmålarskrået i Murano mellan 1443 och 1517, är Elena de Laudo och Marietta Barovier de enda kvinnorna.   Ingen produkt som säkert kan identifieras som hennes har återfunnits.